# Región de Bafatá
La región de Bafatá es una región administrativa en el centro de Guinea-Bisáu. Su capital es la ciudad de Bafatá. Limita al norte con Senegal, al oeste con las regiones de Oio y Quinara , al sur con la región de Tombali y al este con la región de Gabú. Junto con esta última región forma la provincia de Leste (este).
La región de Bafatá está dividida en 7 sectores:
- Bafatá
- Bambadinca
- Contuboel
- Sonaco
- Galomaro
- Gamamundo
- Xitole

## Territorio y Población
La extensión de territorio de esta región abarca una superficie de 5.981 kilómetros cuadrados, mientras que la población se compone de unos 182.959 residentes (cifras del censo del año 2004). La densidad poblacional es de 30,6 habitantes por kilómetro cuadrado.
- Datos: Q799791
- Multimedia: Bafatá Region / Q799791